# 方位天文學
方位天文學是研究天體位置和運動的學問，是天文學最古老的分支之一，可以追溯到上古的時代。天體位置的觀察對宗教和占星術都非常重要，並且可以作為計時的依據。透過天體測量學可以精確測量天體在天空中的位置。
人類以肉眼在最好的環境下約可見6,000顆恆星（全天計），但在任何時間都有一半是在地平線下看不見的。現代星圖中，人類把天球劃分成88個星座並有標準的星座邊界，每一顆恆星僅能歸屬於一個星座。星座的升落與天極在航海天文上非常有用，舉例如居於北半球，可利用北極星找到北方，因為他永遠位於北天極附近。

## 行星相互特定的位置
- 合：從地球上觀察兩個天體在天球上黃經相同，主要標示太陽系中各天體的相對位置。
- 黃道面：地球繞行太陽的軌道平面。
- 距角：行星和觀測目標中心所夾的角度，通常這個中心就是太陽的位置。
- 外行星與內行星：軌道在地球內側比地球更靠近太陽的行星稱內行星；在外側的稱外行星。
- 凌日：內行星在內合的位置在太陽前方經過的現象。

## 古老的位置天文學遺跡
- 也理可溫(Arkaim)
- 魔術環(Medicine Wheel)
- 金字塔
- 巨石陣
- 太陽廟